# BikeMi

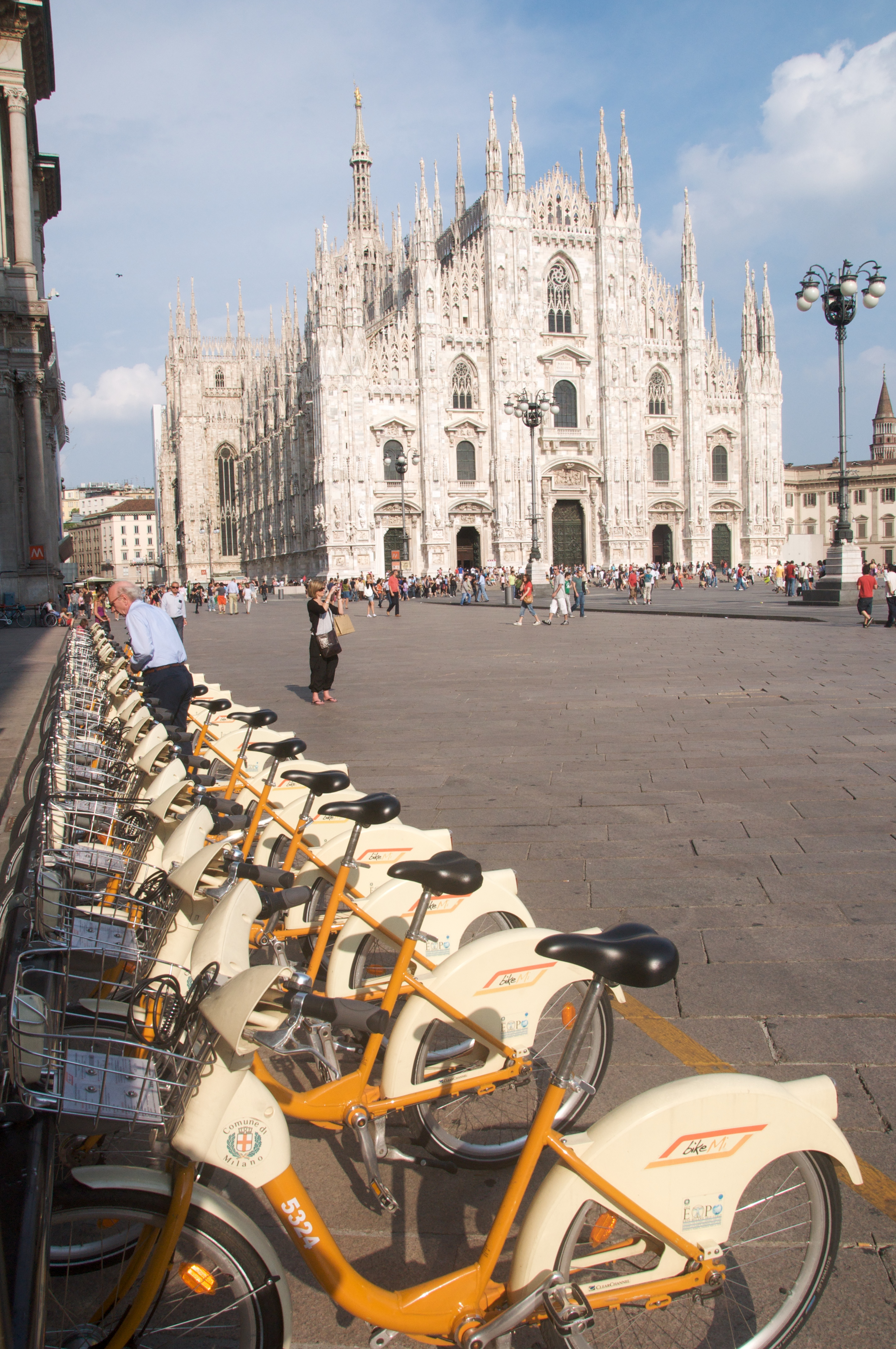
Vélos devant la Cathédrale de Milan.

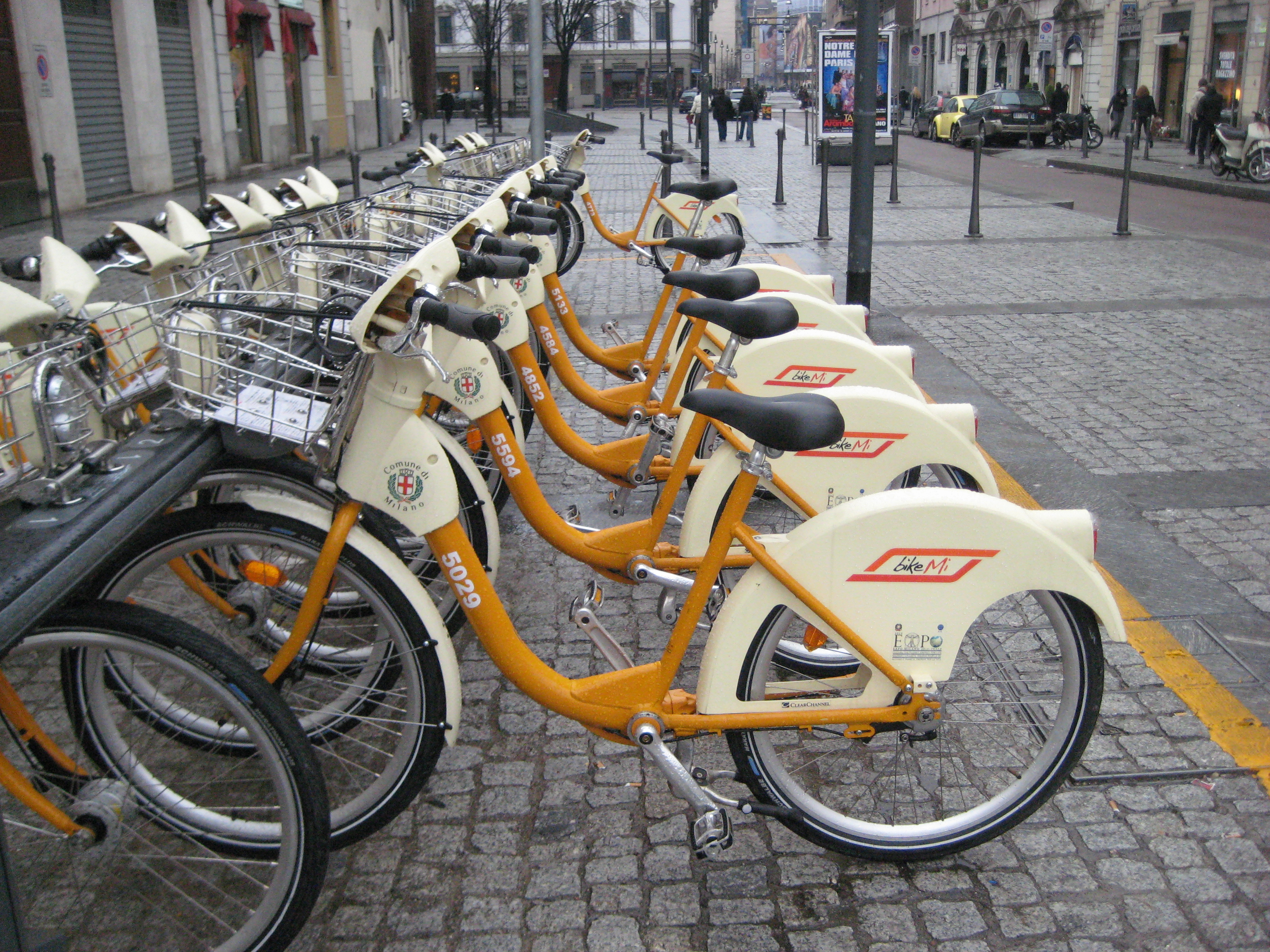
Station le long du Corso Garibaldi.

BikeMi est le système de vélos en libre-service à Milan en Italie, mis en service par la municipalité le 3 décembre 2008. BikeMi est la déclinaison milanaise du système SmartBike du groupe Clear Channel, qui en assure la gestion. Le service BikeMi propose 4 600 vélos répartis sur 330 stations,.

## Dispositif
Comme pour de nombreux systèmes de ce type, l'offre est accolée à la gestion de l'affichage publicitaire et du mobilier urbain qui permet donc de financer le système. Le contrat entre la municipalité de Milan et Clear Channel porte sur 15 ans.
1 300 vélos sur 103 stations ont été installés dans le cadre d'une première phase. Le service continue toutefois à être progressivement étendu. Actuellement le service se compose de 3 600 vélos traditionnels et 1 000 vélos électriques. Le système de vélos en libre-service de Milan est le premier au monde à offrir un système intégré de vélos traditionnels et électriques. Le service est disponible 7 jours sur 7 entre 7 heures et minuit.

## Fréquentation
Entre la mise en service du système et septembre 2011, environ 2 millions de trajets ont été effectués. Un record d'utilisation a été enregistré le 14 septembre 2011 avec 5 512 locations en une journée.
En septembre 2011, le service compte 12 000 abonnés à l'année.

## Tarifs
Comme pour des systèmes comparables dans d'autres villes, l'usager doit d'une part souscrire un abonnement et payer l'utilisation effective d'un vélo d'autre part.

Le tarif de l'abonnement est de :
- 36 € pour un an
- 9 € pour une semaine
- 4,50 € pour une journée

La location d'un vélo est gratuite pendant la première demi-heure. Ensuite, les usagers doivent payer 0,50 € par demi-heure jusqu'à 2 heures maximum. Après 2h30 d'utilisation, le tarif est de 2 € pour chaque heure entamée. Dépasser la limite de deux heures trois fois bloque le compte de l'usager.